# Ksenomorfizm
Ksenomorfizm – występowanie minerałów w postaci kryształów o symetrii nie odpowiadającej ich budowie wewnętrznej.
Minerał ma obcy kształt a jego postać jest uwarunkowana kształtami osobników sąsiadujących = minerał allotriomorficzny, anhedralny.
Kryształy, które wcześniej wykrystalizowały, są lepiej wykształcone (idiomorficzne lub automorficzne) i otoczone przez minerały, które wykrystalizowały później.
Zarysy minerałów krystalizujących przy końcu są ksenomorficzne ( = allotriomorficzne). Kryształy te nie mogą już swobodnie się rozwinąć, więc dostosowują się i wypełniają pozostawione, wolne przestrzenie. Dopasowują się do kształtów minerałów, które wykrystalizowały wcześniej.